# Jarro

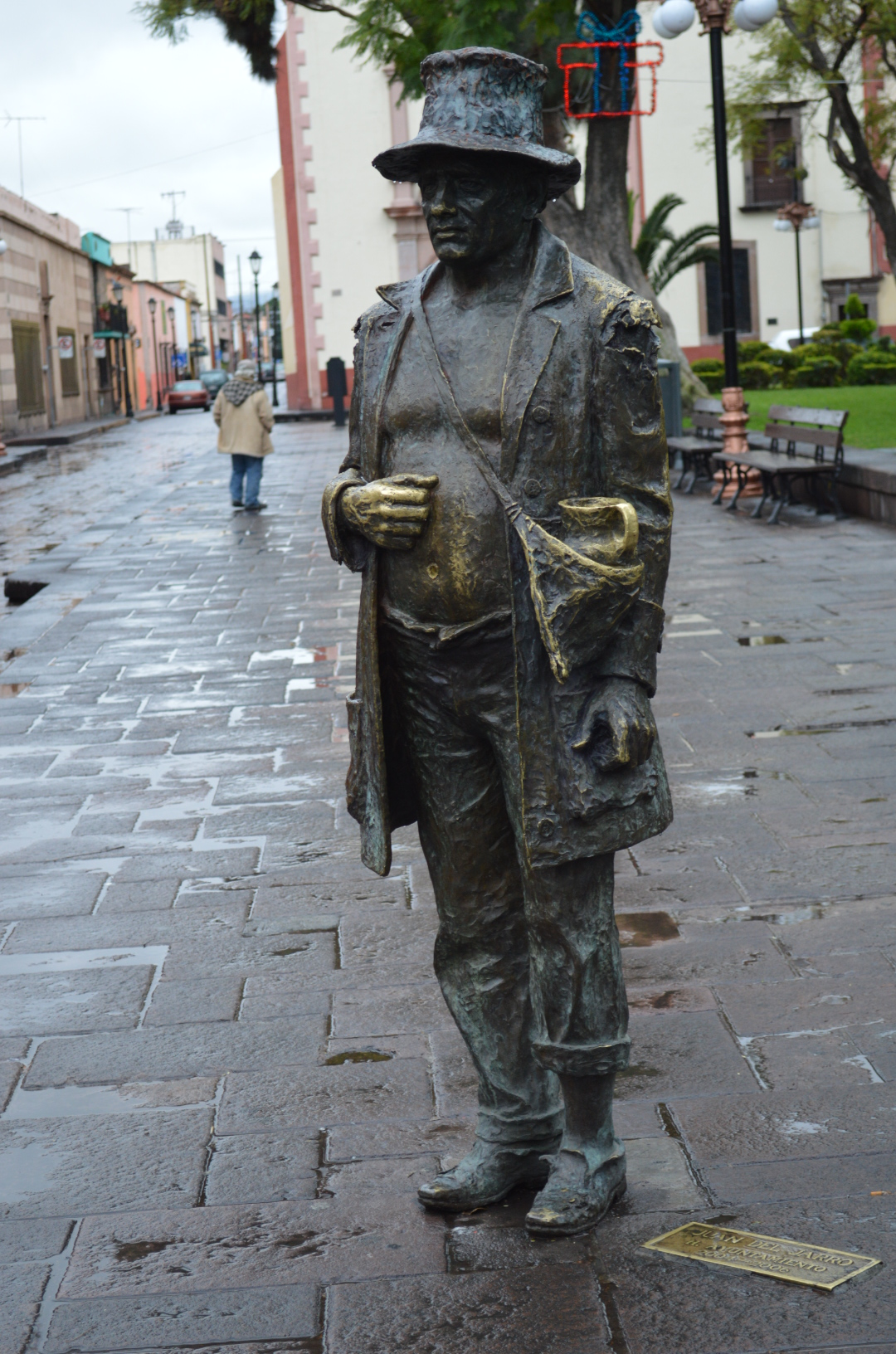
Estatua callejera en memoria de Juan del Jarro, en la plaza de San Francisco de San Luis Potosí, México.

Un jarro es una vasija con una sola asa que se usa para escanciar y beber líquidos. Tradicionalmente de barro o loza, los jarros, como las jarras, pueden estar hechos de diferentes materiales (cerámica, vidrio, metal, plástico, etc) y con variados diseños. Estos objetos, habituales en el servicio de mesa, han evolucionado de lo útil a lo ornamental.

## Etimología y uso lingüístico
Ante la flexibilidad de uso de los términos "jarro y jarra" para denominar similares recipientes, conviene quizá consultar y recoger las definiciones académicas al respecto:
- Jarro, masculino derivado de jarra, término procedente del árabe andalusí «ǧárra».[3] Denomina vasijas de diferente fábrica (cerámica, vidrio, metal, plásticos) con una sola asa.[nota 1] En otros diccionarios especializados en alfarería y términos cerámicos se anota que es un recipiente de menos de 30 cm de altura "por lo general con pico vertedor y una sola asa destacada y en eje con dicho pico"; cuando la altura es menor de 10 cm, es imprescindible el pico de vertido para asegurar su funcionamiento correcto.[2]

- Jarra,[4] se llama a la vasija de cuello y boca anchos y una o más asas destacadas, con o sin pico vertedor y una altura inferior a 35 cm. La relación entre altura y diámetro puede ser de 1/1 a 2/1.[5] Es palabra procedente del árabe andalusí «ǧárra», y este a su vez del árabe clásico «ǧarrah».

### Elemento diferenciador

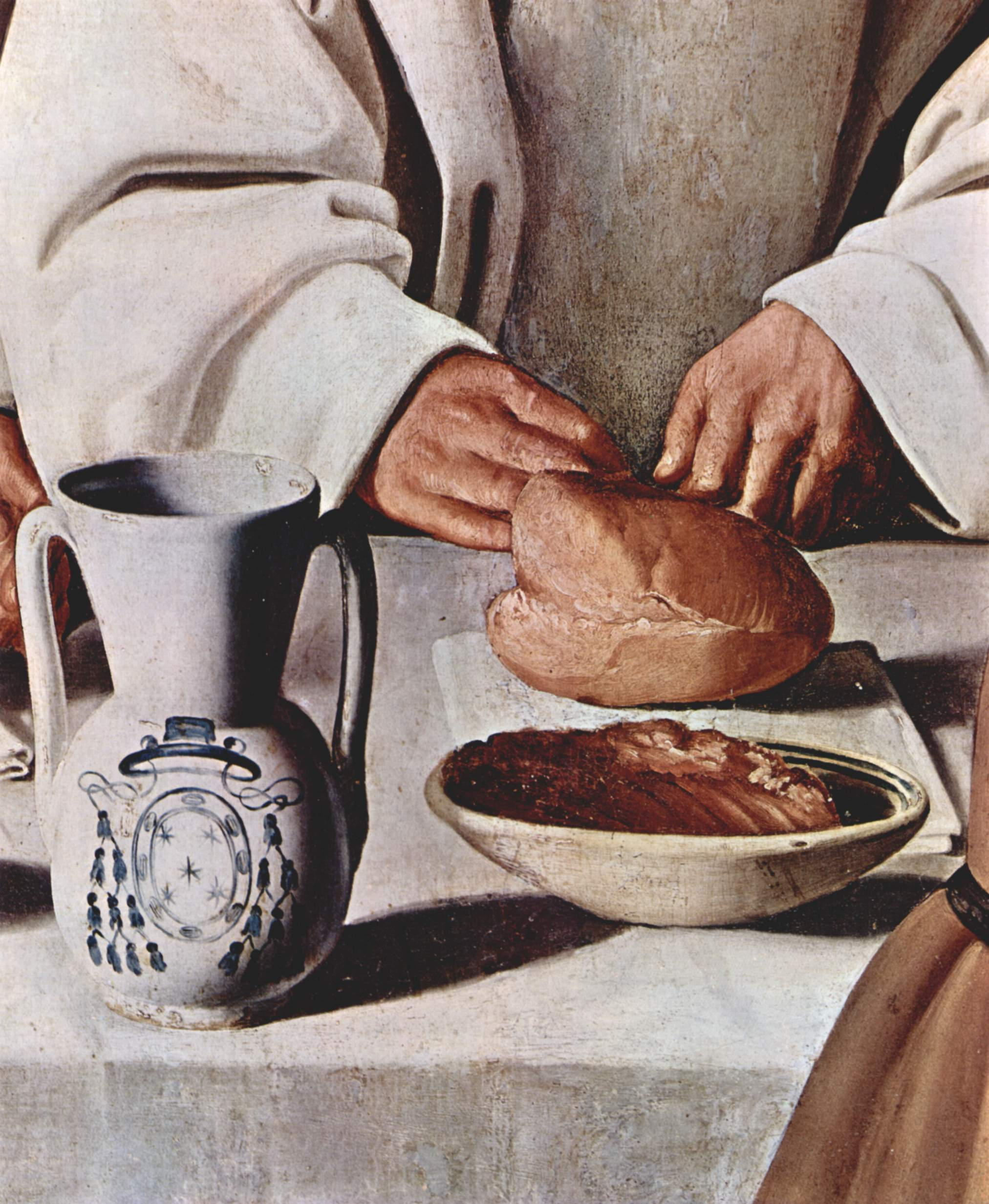
En el cuadro que recrea el milagro atribuido al obispo Hugo en 1084 en Grenoble, realizado por Zurbarán hacia 1635 para la sacristía de la Cartuja de Santa María de las Cuevas de Sevilla, el pintor extremeño colocó sobre la mesa un bodegón de loza de Talavera de la Reina (series), Toledo (España). Otros especialistas proponen que se trata de loza blanca sevillana de Triana.

Aceptado el uso indistinto de ambos términos, masculino y femenino, en el lenguaje popular coloquial e incluso literario, no hay consenso ni normativa entre artesanos, lingüistas y fabricantes. A título orientativo podría hablarse de que el elemento diferenciador es el número de asas; una única asa para los "jarros", y una, dos o más asas para las "jarras". Sin embargo, existen numerosos ejemplos que invalidan esta norma distintiva; y en lo referente al número de asas, puede citarse el "jarro flailero" (o "jarra frailera", de frailes, monacal o de convento) pintado por Zurbarán en San Hugo en el refectorio de los Cartujos (ca. 1635), del Museo de Bellas Artes de Sevilla. También podrán encontrarse numerosos ejemplos de jarros sin asas (o al menos así denominados).

## Tipología

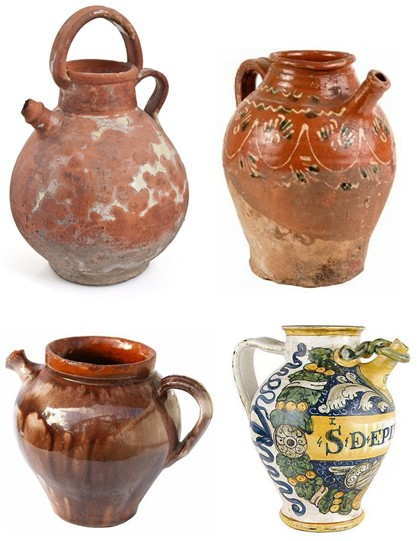
Tres modelos de cantarilla francesa («cruche á l'eau»), también consideradas jarros o jarras. Abajo, a la derecha, una «brocca» italiana.

Partiendo de los modelos de los arcaicos jarros de barro, se pueden diferenciar algunos tipos esenciales:
- Jarro de vino, de boca y ancho variado, con pico vertedor y asa grande en el lado opuesto. Su uso habitual en tabernas, casas de comida y establecimientos similares, se ha perdido en la práctica.
- Jarro aguador, de tamaño pequeño o mediano, se utilizaba para sacar el agua de las tinajas. Desapareció con la instalación del agua corriente.
- Jarro frailero, con muy diferentes modelos y muy difundido por toda la geografía monacal española. Ha quedado en algunos lugares como objeto turístico.
- Jarro picher ("pichel" o "pichela"), tradicional en Navarra, La Rioja y Aragón. Uso muy restringido desde finales del siglo XX.
- Jarro-cantarilla, jarros utilizados en gran parte de Francia, Italia, Países Bajos y de uso típificado a ambos lados de los Pirineos Orientales. Por la forma, algunos especialistas lo incluyen en la familia morfológica que componen el «doll» gerundés documentado ya en el siglo XV, la pedarra vasca documentada en el XVI, el botijo vizcaíno de Larrauri,[nota 2] y el orjol occitano.

### Jarros de museo
De entre la hipotética vitrina de jarros famosos de la Antigüedad podrían citarse algunos ejemplos, como el jarro de Valdegamas (datado hacia el siglo VI a. C.) o el ejemplar diseñado en el siglo XVI por Benvenuto Cellini (que lo dibujó y cinceló), en el que se representa el combate entre Centauros y Lápitas. Se ha supuesto que quizá fueran estos vasos arqueológicos el precedente de los "jarros de premio" —que luego darían origen a las copas en las competiciones— y que suelen tener un plato complementario en cuyo fondo hay un disco de ligero realce.

### En la pintura de bodegón

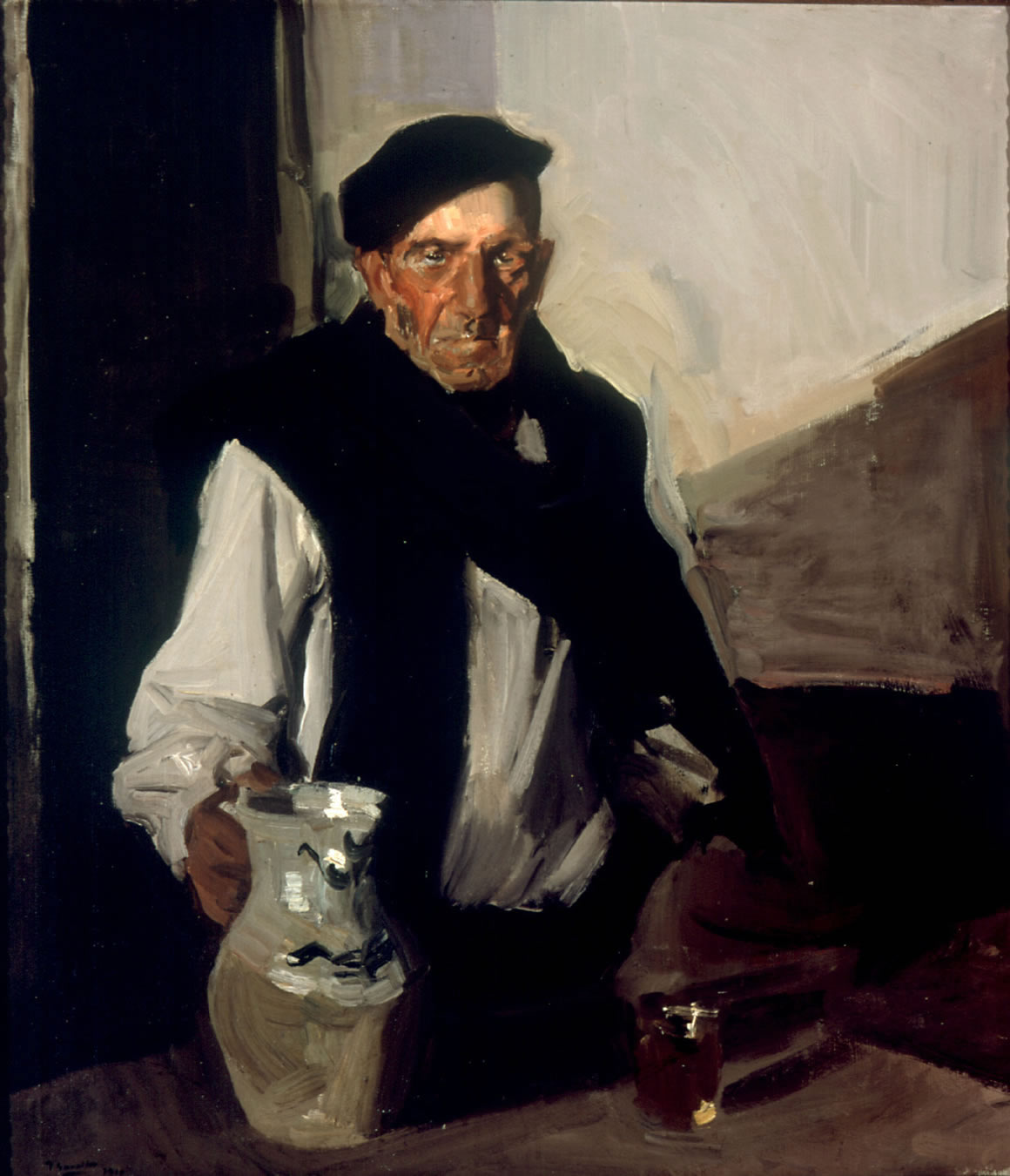
Joaquín Sorolla y Bastida "Bebedor vasco" (un estudio de la serie realizada en Zarauz, Guipúzcoa, en 1910). Museo de Málaga.
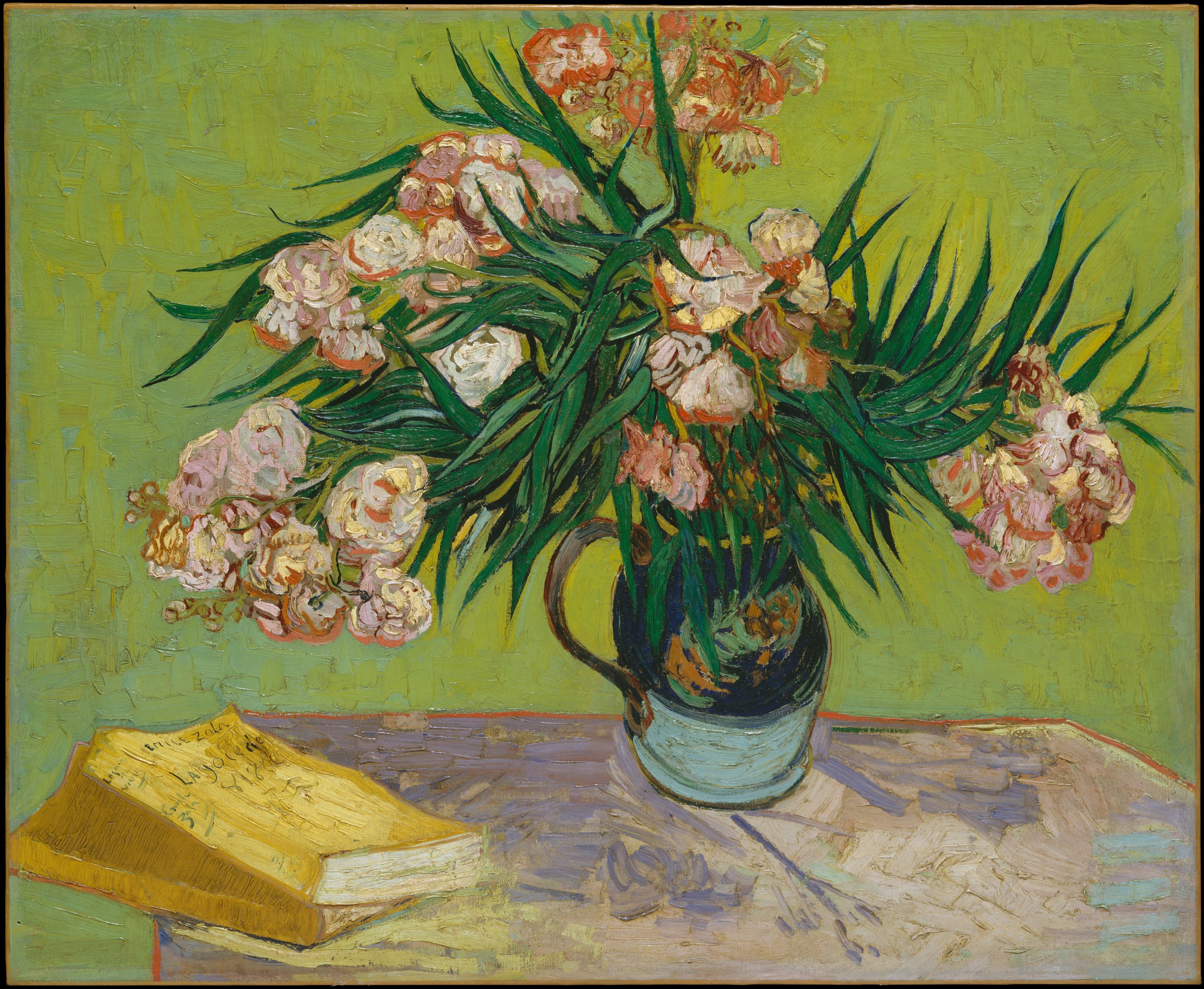
Jarro con girasoles y un libro (1888), lienzo de Vincent van Gogh. Museo Metropolitano de Arte de Nueva York.
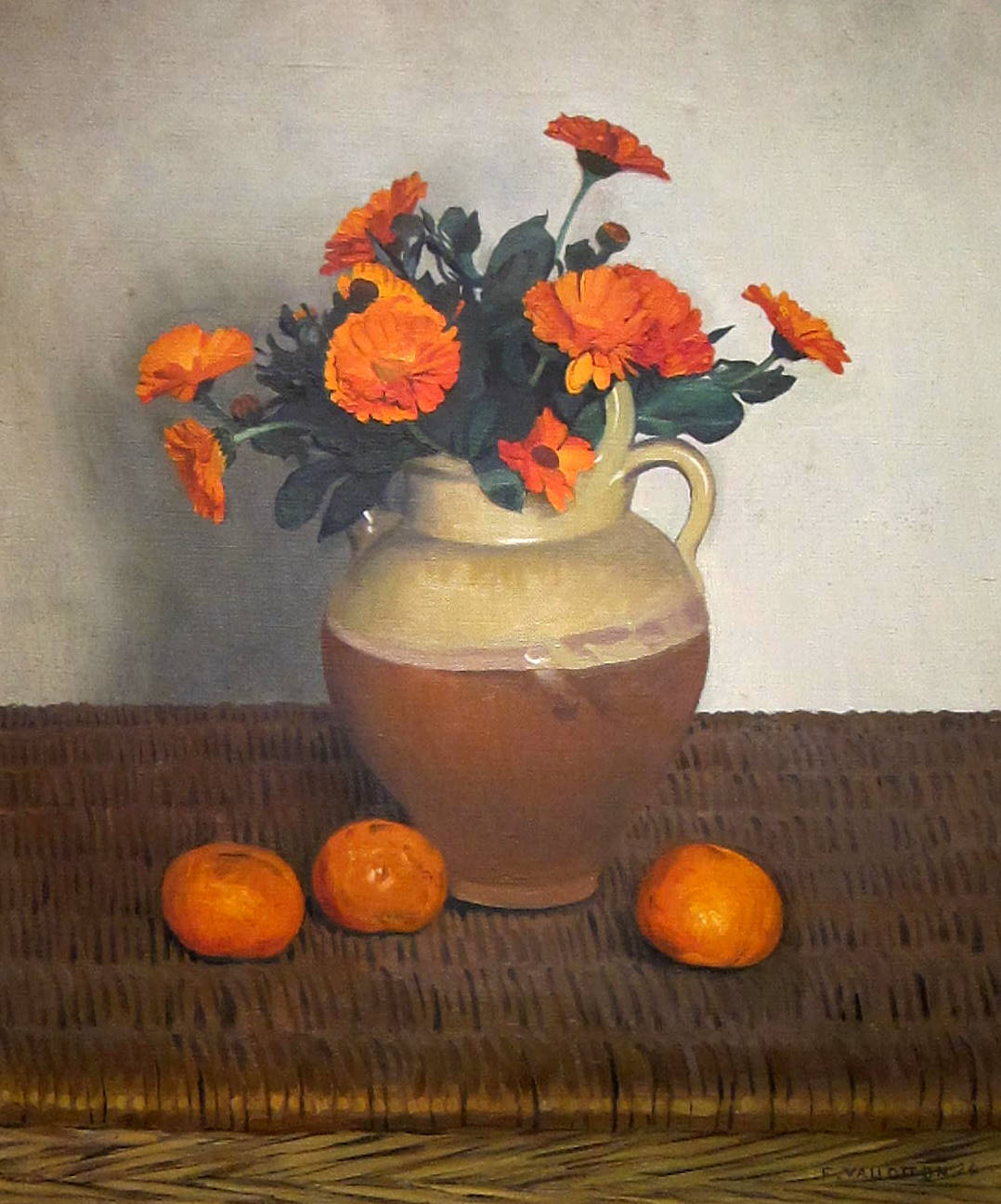
Cántaro pirenaico vasco, cruche o brocca usado como jarro-florero en el bodegón de Felix Valloton Marigolds and Tangerines (1924). Galería Nacional de Arte.
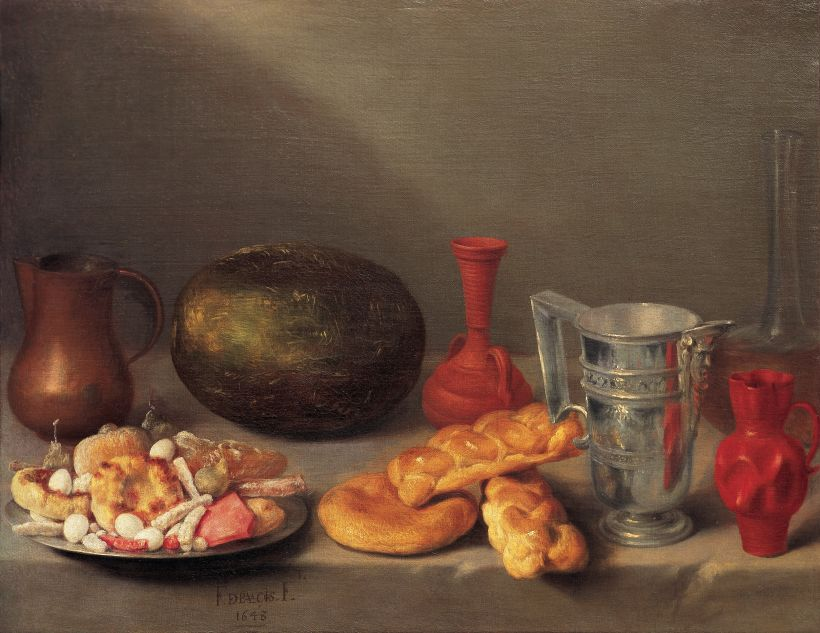
Cuatro tipos de jarros o jarras en un bodegón de Francisco Palacios firmado en 1648. Colección Harrach, en Schloss Rohrau, Austria.